# 水晶池
水晶池（すいしょういけ）は、富山県富山市有峰に所在する池。

## 地理
飛騨山脈（北アルプス）水晶岳の西麓、標高約2,290 mの場所にある。水晶岳西面の地すべりによって、黒部川支流の岩苔小谷がせき止められて形成された堰止湖であり、水面に水晶岳が逆さに映る。高天原を挟んだ北側には同様の成因の竜晶池がある。
魚類は特に生息していない。